# Sarobides
Sarobides is een geslacht van vlinders van de familie spinneruilen (Erebidae), uit de onderfamilie Calpinae.

## Soorten
- S. antecedens Walker, 1864
- S. cinnaberrina Snellen
- S. flavipicta Hampson, 1926
- S. inconclusa Walker, 1864